# Mawnan Smith
Mawnan Smith är en by i Cornwall distrikt i Cornwall grevskap i England. Byn är belägen 16,8 km 
från Truro. Orten har 878 invånare (2015).